# Club de femmes (film, 1956)
Cet article concerne le film de Ralph Habib. Pour le film de Jacques Deval, voir Club de femmes (film, 1936).
Pour plus de détails, voir Fiche technique et Distribution.
Club de femmes est un film français réalisé par Ralph Habib, sorti en 1956.

## Synopsis
Portrait d'un groupe de jeunes étudiantes sans logement qui décident d'occuper une grande maison inhabitée.

## Fiche technique
- Réalisation : Ralph Habib
- Scénariste : Jacques Companéez, d'après l’œuvre de Jacques Deval[1]
- Adaptation : Paul Andréota, Jean Aurel, Ralph Habib, Annette Wademant,
- Musique : Georges van Parys
- Directeur de la photographie : Pierre Petit
- Décors : Robert Clavel
- Montage : Françoise Javet
- Production : Francis Cosne, Alexandre Mnouchkine
- Sociétés de production (coproduction franco-italienne) : Les Films Ariane, Filmsonor, Cinétel, Rizzoli Film
- Distribution : Cinédis (France)
- Pays de production :   France
- Format : Noir et blanc - 35 mm - Son mono
- Genre : Comédie
- Durée : 81 minutes
- Date de sortie : France, 7 décembre 1956
- Affiche : André Bertrand (France)

## Distribution
- Nicole Courcel : Nicole Leroy
- Dany Carrel : Sylvie
- Ivan Desny : Laurent Gauthier
- Jean-Louis Trintignant : Michel
- Giorgia Moll : Gina
- Guy Bertil : Daniel
- Jean Martinelli : M. Mouss
- Jean-Marc Tennberg : M. Morel
- Noël Roquevert : le notaire
- Maurice Gardett : le voisin
- Béatrice Altariba : Dominique
- Françoise Delbart : Chounette
- Sophie Grimaldi : Jacqueline
- Mijanou Bardot : Micheline
- Pierre Repp : l'huissier
- Guy Tréjan
- Colette Fleury
- Agnès Laurent
- Daniel Ceccaldi
- Marie-José Nat
- Dominique Boschero
- Alexandra Stewart
- Vega Vinci : Mireille
- Chantal de Rieux : Françoise
- Jacqueline Dorian : Geneviève
- Claudine Bleuse : Ingrid
- Margaret Rung
- Fédora : Fédora
- Annie Andrel
- Vanja Orico